# Anyphaena cortes
Anyphaena cortes är en spindelart som beskrevs av Norman I. Platnick och Lau 1975. Anyphaena cortes ingår i släktet Anyphaena och familjen spökspindlar. Inga underarter finns listade i Catalogue of Life.